# Kościół św. Andrzeja Boboli w Gawłowie
Kościół św. Andrzeja Boboli w Gawłowie – rzymskokatolicki kościół parafialny znajdujący się w Gawłowie w powiecie bocheńskim województwa małopolskiego.

## Historia kościoła

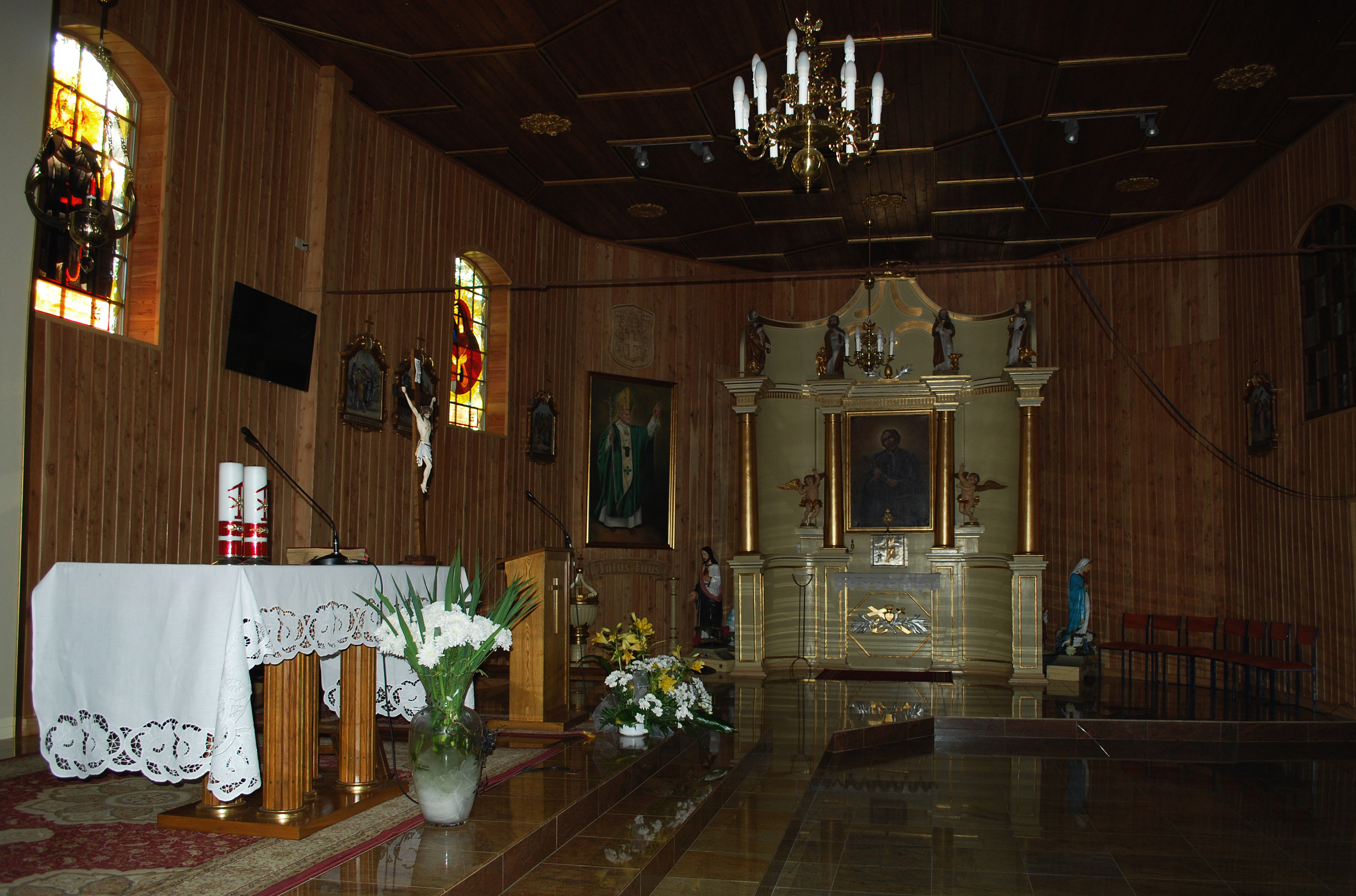
Wnętrze świątyni

Kościół św. Andrzeja Boboli z 1806 r. został zbudowany jako zbór ewangelicki. Jest to świątynia drewniana, o konstrukcji zrębowej, oszalowana. Dwukondygnacyjna wieża ma konstrukcję słupową i nakryta jest dachem namiotowym. Jednonawowe wnętrze świątyni kryte jest stropem płaskim. Barokowe wyposażenie powstało w prowincjonalnych warsztatach snycerskich. Ołtarze pochodzą z XIX wieku. W głównym ołtarzu widnieje XX-wieczny wizerunek patrona kościoła, a w bocznym obraz Serca Jezusowego z XX wieku i rzeźby czterech Ewangelistów z przełomu XVIII i XIX wieku w typie ludowego baroku. Chrzcielnica pochodzi z początku XIX wieku.
Kościół parafialny w Gawłowie 5 grudnia 1979 r. został wpisany do rejestru zabytków.